# Falone Sumaili
Pour les articles homonymes, voir Sumaili.
 (novembre 2023).
La mise en forme du texte ne suit pas les recommandations de Wikipédia : il faut le « wikifier ».
Les points d'amélioration suivants sont les cas les plus fréquents. Le détail des points à revoir est peut-être précisé sur la page de discussion.
- Les titres sont pré-formatés par le logiciel. Ils ne sont ni en capitales, ni en gras.
- Le texte ne doit pas être écrit en capitales (les noms de famille non plus), ni en gras, ni en italique, ni en « petit »…
- Le gras n'est utilisé que pour surligner le titre de l'article dans l'introduction, une seule fois.
- L'italique est rarement utilisé : mots en langue étrangère, titres d'œuvres, noms de bateaux, etc.
- Les citations ne sont pas en italique mais en corps de texte normal. Elles sont entourées par des guillemets français : « et ».
- Les listes à puces sont à éviter, des paragraphes rédigés étant largement préférés. Les tableaux sont à réserver à la présentation de données structurées (résultats, etc.).
- Les appels de note de bas de page (petits chiffres en exposant, introduits par l'outil «  Source ») sont à placer entre la fin de phrase et le point final[comme ça].
- Les liens internes (vers d'autres articles de Wikipédia) sont à choisir avec parcimonie. Créez des liens vers des articles approfondissant le sujet. Les termes génériques sans rapport avec le sujet sont à éviter, ainsi que les répétitions de liens vers un même terme.
- Les liens externes sont à placer uniquement dans une section « Liens externes », à la fin de l'article. Ces liens sont à choisir avec parcimonie suivant les règles définies. Si un lien sert de source à l'article, son insertion dans le texte est à faire par les notes de bas de page.
- La présentation des références doit suivre les conventions bibliographiques. Il est recommandé d'utiliser les modèles {{Ouvrage}}, {{Chapitre}}, {{Article}}, {{Lien web}} et/ou {{Bibliographie}}. Le mode d'édition visuel peut mettre en forme automatiquement les références.
- Insérer une infobox (cadre d'informations à droite) n'est pas obligatoire pour parachever la mise en page.

Pour une aide détaillée, merci de consulter Aide:Wikification.
Si vous pensez que ces points ont été résolus, vous pouvez retirer ce bandeau et améliorer la mise en forme d'un autre article.
 (novembre 2023).
Falone Sumaili, né le 16 juin 2001, est une footballeuse internationale burundaise jouant au poste d'attaquante pour le club anglais d'Huddersfield Town.

## Biographie
Sumaili est née en République démocratique du Congo en 2001. Cependant, en raison de la Seconde Guerre du Congo, sa famille a dû quitter le pays et s'installer au Burundi. Par la suite, ils ont sollicité le statut de réfugié au Royaume-Uni. A l'âge de seize ans, elle a officiellement rejoint une équipe de football féminin, après avoir passé des années à jouer au football de rue avec des garçons. Bien que son oncle et son grand-père aient tous deux joué au football, sa mère était initialement sceptique.

### En club
Sumaili a commencé sa carrière au Burundi avec le club La Columbe. Elle a poursuivi sa passion pour le football en jouant en amateur en Ouganda et en Tanzanie. Après être devenue réfugiée et avoir déménagé au Royaume-Uni, elle a signé avec Bradford City en 2018. Lors de la première journée de la saison 2019-2020, elle a réalisé un exploit en inscrivant un triplé, et au total, elle a marqué 13 buts en 33 apparitions, faisant d'elle la meilleure buteuse du club,,.
En été 2021, Sumaili rejoint Huddersfield Town. L'année suivante, en 2022, elle a impressionné en marquant 16 buts en seulement 17 matchs pour l'équipe de développement. Avec l'équipe de développement, elle a atteint les demi-finales de la Sheffield and Hallamshire County Cup. Ses performances l'ont même amenée à être convoquée en équipe première pour la finale de la Coupe 2022. Elle a fait 6 apparitions en équipe première lors de la saison 2021-2022.

### En sélection
Sumaili joue pour l'équipe nationale féminine du Burundi. Elle a joué un rôle clé dans sa performance remarquable lors du Championnat féminin CECAFA 2022, où son équipe a décroché la deuxième place. Elle a également participé à la phase de groupes de la Coupe d'Afrique des Nations féminine 2022, la première participation du Burundi à ce prestigieux tournoi continental,.